# Сент-Меріс (річка)
Сент-Ме́ріс (англ. St. Marys River) — річка в Північній Америці, формує частину державного кордону між провінцією Онтаріо в Канаді і штатом Мічиган у США.

## Географія

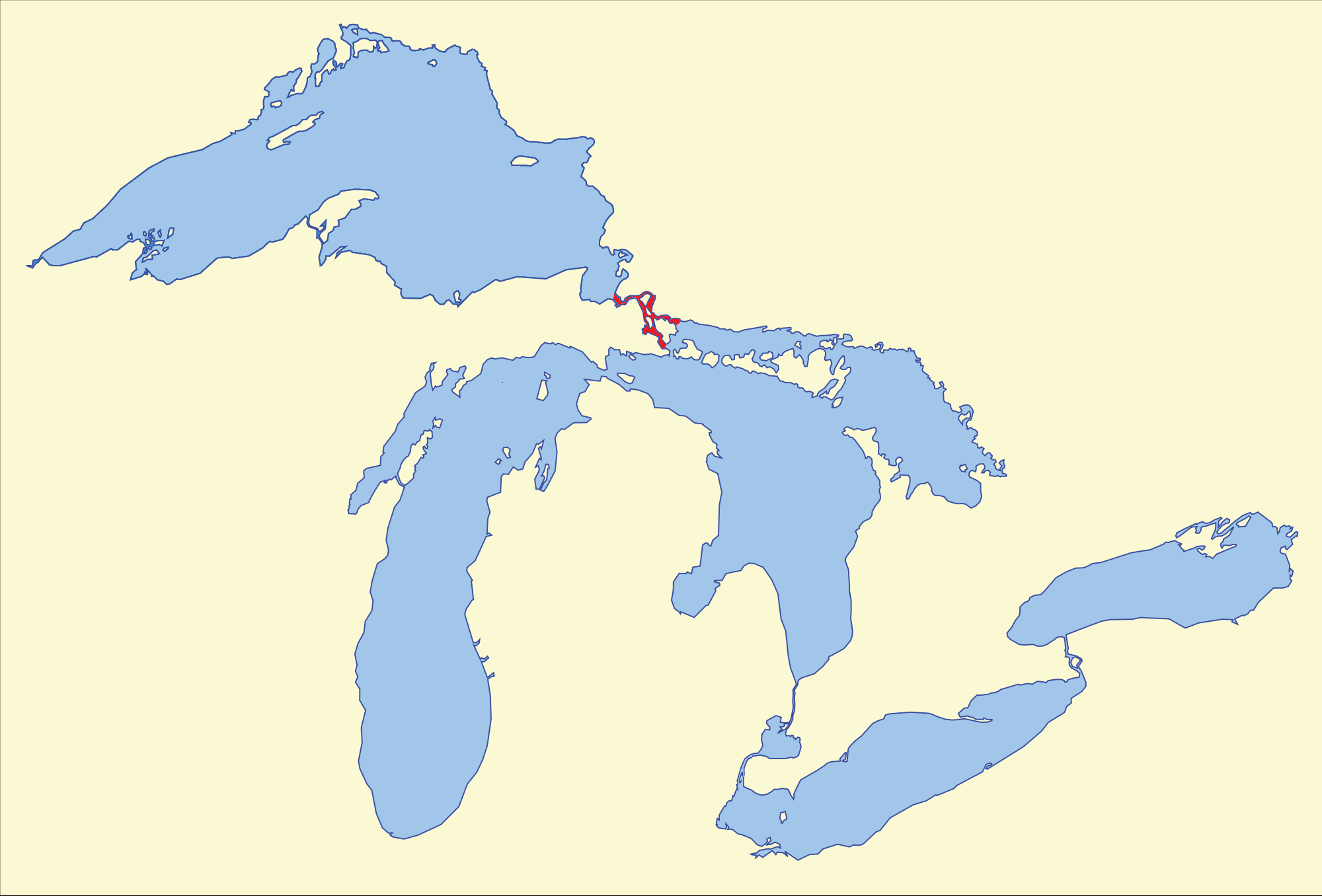
Річка Сент-Меріс на мапі Великих озер

Річка бере початок в бухті Вайтфіш у південно-східній частині озера Верхнього, тече переважно у південно-східному напрямку, впадає в протоку Норт-Чаннел озера Гурон двома рукавами, один з яких омиває острів Сент-Джозеф з півночі, а інший — з південного заходу . На річці є численні острови, найбільшими з яких є Драммонд, Сент-Джозеф, Вайтфіш, Шугар, Нібіш.
Сент-Меріс є частиною судноплавного шляху по Великих озерах, в обхід порогів побудовані канали з шлюзами. Довжина річки становить 120 км, а площа басейну дорівнює 210 тис. км².
Річка, по якій проходить канадсько-американський кордон, ділить в минулому єдине місто Су-Сент-Марі на американську (Мічиган) і канадську (Онтаріо) частини.

### Притоки
Ліві (Канада) притоки: Ґарден, Бар, Форт-Крик, Рут, Літл-Карп, Біґ-Карп, Ечо, Десбаратс і Ту-Три.
Праві (США) притоки: Гогомейн, Манасконґ, Літл-Манасконґ, Шарлотта і Уєйська.

## ГЕС
На річці розташовано ГЕС Франсіс Г. Клерг, ГЕС Saint Marys Falls та інші.

## Природа
Долина річки знаходиться в екорегіоні Лаврентійських мішаних лісів. Типовими хвойними деревами, представленими в долині річки є: ялина чорна, ялина біла, ялиця бальзамічна, сосна Веймута і біла. До типових листяних порід належать береза, тополя та клен. Такі види дерев, як бук, ясен, липа та кінський каштан ростуть тут поблизу північного кордону поширення.
Історично склалося, що пороги на річці Сент-Меріс були одним з найпродуктивніших місць проживання для риб на континенті: сиг був домінуючим видом, але щука, струмкова форель і осетер водилися в достатку. Лосось і райдужна форель лише нещодавно почали тут розводити для спортивного рибальства. Щоб зберегти промисел, введена в 1960-х роках програма з контролю популяції морської міноги все ще діє.
86 видів птахів зустрічаються уздовж берегів річки, до них належать берегові і водоплавні птахи, а також такі хижаки, як скопа, яструб та білоголовий орлан.

## Історичні відомості
Стратегічне значення річки було добре відомо місцевим індіанцям задовго до 1622 року, коли Етьєн Брюле першим з європейців проплив по цій річці. Самюель де Шамплен позначив поріг на річці на своїй карті 1632 року. Єзуїтська місія була заснована на березі річки в 1668 році, але була закинута в 1698 році через ірокезькі війни. Дві перші французькі торгові факторії були засновані в 1689 році. Північно-Західна Компанія влаштувалася тут в 1783 році і вже в 1798 році побудувала перший канал навколо порогів. Канал був зруйнований американськими військами під час англо-американської війни 1812 року. На сьогоднішній день існує 4 шлюзи на американській стороні річки, які обслуговуються інженерним корпусом армії США, і менший шлюз на канадській стороні, який є частиною історичної пам'ятки Канал Су-Сент-Марі. Шлюзи і річка є однією з найжвавіших систем каналів в світі, незважаючи на те, що річка замерзає взимку на 5 місяців. Через річку в 1963 році побудований міжнародний міст, що з'єднує міста-побратими Су-Сент-Марі .

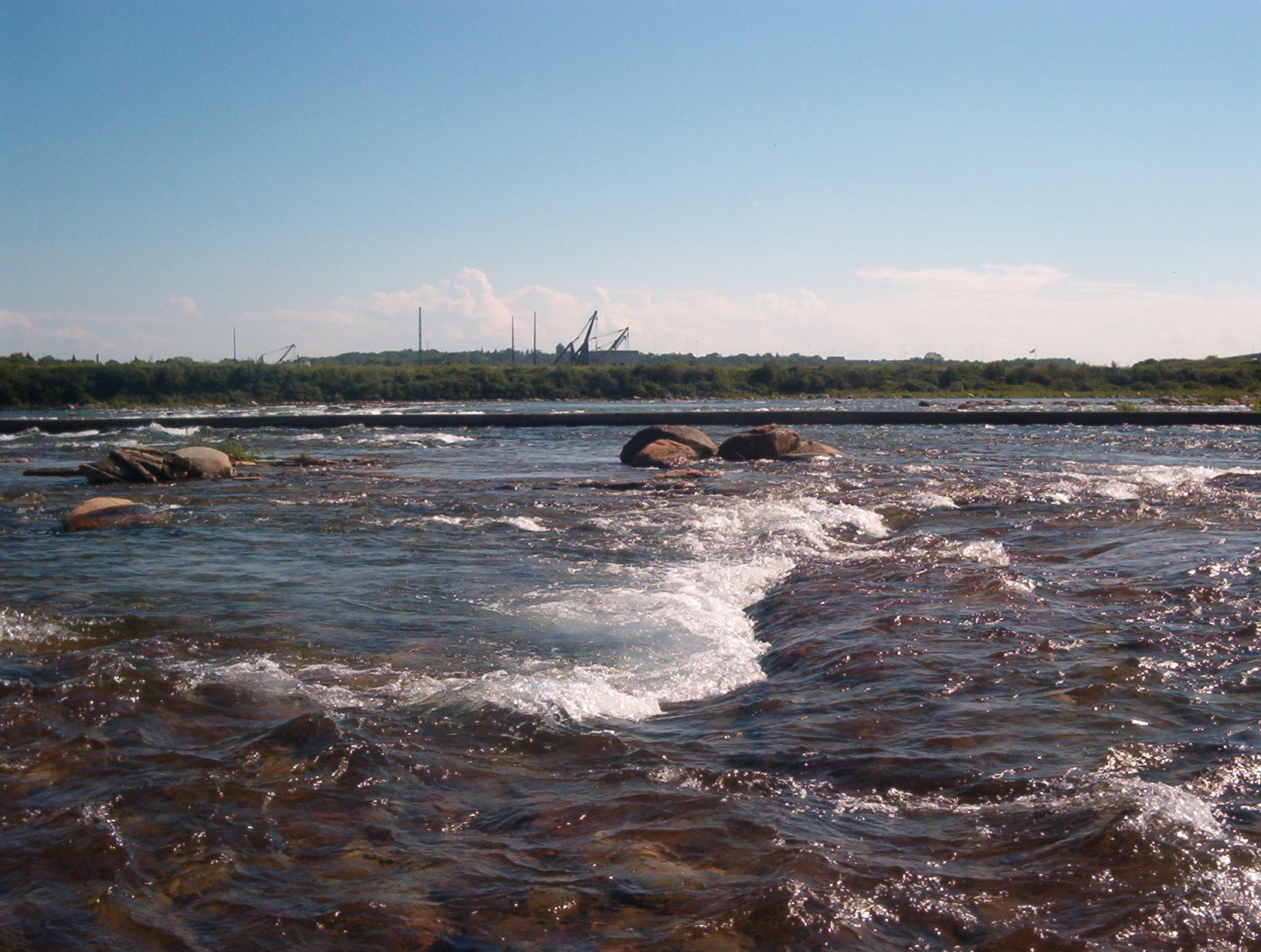
Пороги на річці Сент-Меріс
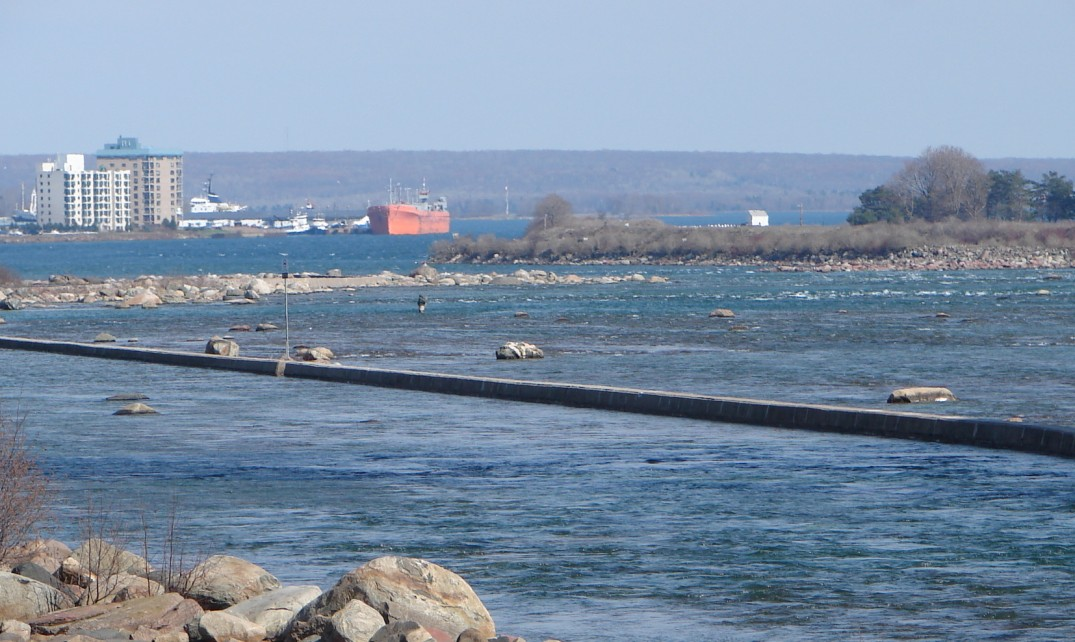
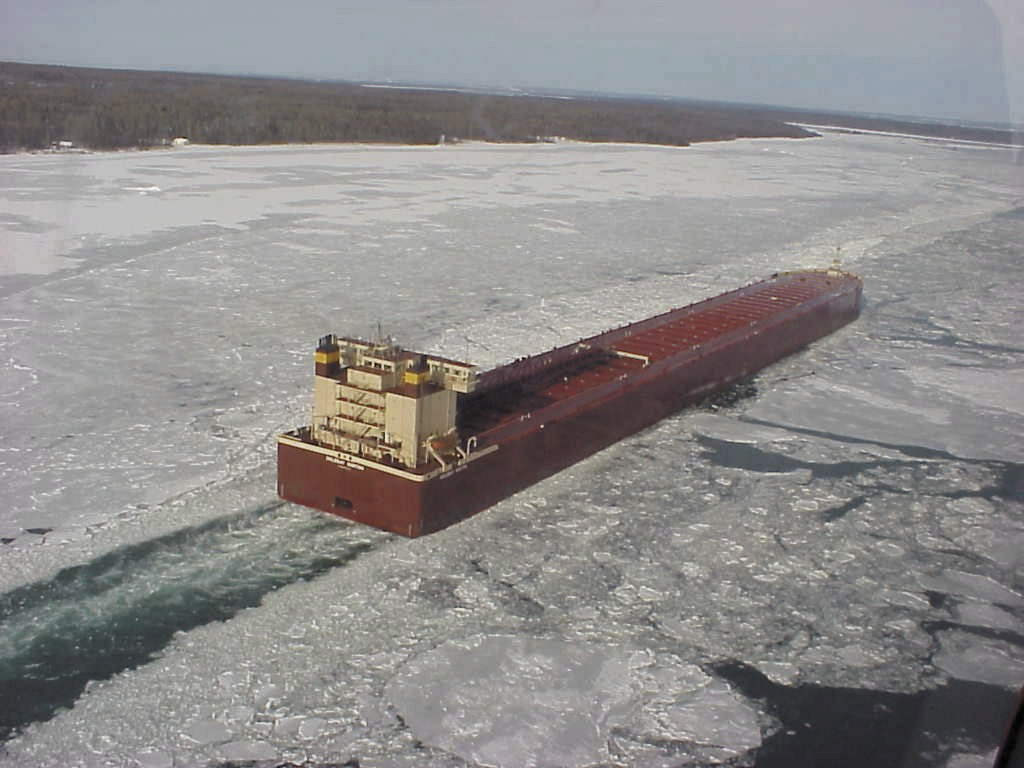
Сент-Меріс взимку